# Мала Родригес
Мария Родригес (на испански: María Rodríguez), повече известна като Мала Родригес (Mala Rodríguez), е испанска хип-хоп изпълнителка. Известна е още като Ла Мала Родригес (Лошата Родригес), Ла Мала (Лошата) и Ла Мала Мария (Лошата Мария).

## Биография
Родригес е родена в град Херес де ла Фронтера, Испания на 13 февруари 1979 г. Произхожда от семейство от средната класа, майка ѝ работи като фризьорка.
Със семейството си се мести в Севиля, където по време на юношеските си години се включва активно в динамичното развитие на испанския хип-хоп. Първата сценична изява на Родригес е през 1996 г., когато приема и псевдонима Мала (Лошата).

## Кариера
Родригес добива популярност в края на 90-те усперодно с успеха на други хип-хоп изпълнители от Севиля, сред които La Gota Que Colma, SFDK и La Alta Escuela. Първите и колаборации са за албума на La Gota Que Colma „Mordiendo el Micro“, в частност песните „No Hay Rebaja“ и „Dando Guerra“. През 1999 излиза първият и самостоятелен проект макси-сингъла „A Jierro/Toma la Traca“, издаден от Zona Bruta. След успеха на изданието Мала подписва договор с Юнивърсъл Мюзик Испания и през 2000 излиза дебютният и албум „Lujo Ibérico“. Албумът получава златна сертификация и се продава в над 50 000 копия.
Вторият и студиен албум „Alevosía“ е още по-успешен, а Родригес затвърждава мястото си сред най-добрите на испанската хип-хоп сцена. От албума е издаден сингъла „La Niña“, чието видео е забранено за излъчване по много испански телевизии, заради показването на младо момиче, което употребява наркотици. През 2007 излиза третият албум „Malamarismo“, в който тя разнообразява звученето си и включва по-широк диапазон от стилове, сред които най-отчетливи електроника, поп и рок. Издадени са синглите „Nanai“ и „Por la Noche“. Албумът е номиран в категорията Най-добър ърбън албум на годишните награди Латински Грами.
През 2010 г. Мала Родригес издава четвъртия си студиен албум „Dirty Bailarina“, който е изключително позивитно приет от критиката. В Испания албумът достига 11-о място в класацията за албуми, а Родригес получава две номинации за Латинските Грами награди в категориите Най-добър ърбън албум и Най-добра ърбън песен („No Pidas Perdón“). За втората номинация Мала печели наградата.

## Музика
Музиката на Мала Родригес е силно повлияна от фламенко музиката. Текстовете на песните и са социално ориентирани и включват теми като бедността, расизъма, домашното насилие, живота на улицата и еманципацията. Нейни изпълнения са използвани като филмова музика в европейски филмови и телевизионни продукции, сред които най-познат за българската публика е испанския филм „И твоята майка също“ (испански: Y tu Mamá También) на режисьора Алфонсо Куарон. Също така, някои от песните и влизат и в саундтраковете на няколко компютърни игри, сред които FIFA 2005, Scarface: The World is Yours, и Need for Speed: Shift.
Освен като самостоятелен изпълнител Родригес е особено популярна с участията си в множество проекти, като гост изпълнител. Някои от най-известните изпълнители, с които е работила съвместно са Нели Фуртадо, Ейкън, Outlandish, Хулиета Венегас, Кайе 13, Диего Торес, SFDK и други.

## Дискография
- Албуми[1]

| Година         | Оригинално заглавие      | Музикален издател                          |
| -------------- | ------------------------ | ------------------------------------------ |
| 24 юни 2000    | Lujo Ibérico             | Superego, Yo Gano, Universal Music (Spain) |
| 3 ноември 2003 | Alevosia                 | Universal Music Latino                     |
| 2003           | La Niña / Amor Y Respeto | Universal Music Latino                     |
| 19 юни 2007    | Malamarismo              | Universal Music (Spain)                    |
| 18 май 2010    | Dirty Bailarina          | Universal Music Spain S.L.                 |